# Phillip Seidler
Phillip Seidler (Windhoek, 25 marzo 1998) è un nuotatore namibiano, specializzato nel nuoto in corsia e in acque libere.

## Biografia
Ha realizzato i primati nazionali nei 400 (4'04"84), 800 (8'25"48) e 1500 m stile libero (16'07"86) e nella 4x200 m stile libero (8'05"60) in vasca lunga e nei 400 (3'59"69), 800 m (8'13"04) e 1500 m stile libero (15'35"99) in vasca corta.
Ha rappresentato la Namibia ai Giochi olimpici estivi di Tokyo 2020, dove ha ottenuto il 16º posto nella 10 km maschile.